# David Gandy
David James Gandy (født 19. februar 1980 i Billericay, Essex, England) er en britisk model. Han voksede op i Essex i en arbejderfamilie. Efter han vandt en modelkonkurrence på tv, blev han en succesfuld mandlig model. I adskillige år var Gandy den førende mandlige model for de italienske designere Dolce & Gabbana, som brugte ham i deres kampagner og modeshows.
Modebranchen har i mange år været domineret af tynde modeller. Gandy som har en muskuløs krop, har fået flere mandlige mode designere til at ændre deres standard. Hans stigende popularitet resulterede i en varieret portofolie som består af adskillige forsider på magasiner, photoshoots, interviews samt ærespriser. Gandy deltager i moderelateret begivenheder og arbejder på personlige projekter; bl.a. skriver han en blog for Britiske Vogue samt bil anmeldelser for Britiske GQ. Han har udviklet apps (David Gandy Fitness & Training og David Gandy Men’s Style Guide) og laver velgørenhedsarbejde.

## Karriere

### Uddannelse og tidlig karriere
Da David Gandy var yngre, ville han gerne være dyrlæge, men hans karakterer var ikke høje nok til at komme ind på studiet. Mens han læste marketing, arbejdede han ved siden af for Auto Express, med at aflevere de sidste nye Porscher og Jaguarer så de kunne blive testet på kørebaner. Inden han nåede at færdiggøre sin Marketings uddannelse på Gloucestershire Universitet, (uden Gandys viden) blev han tilmeldt af sin værelseskammerat til en model konkurrence på ITV’s ”This Morning” med værterne Richard og Judy. Den 21-årige Gandy vandt konkurrencen, som inkluderede en kontrakt med Select Model Management i London.

### Modelkarriere
I løbet af de første år af hans karriere, var Gandy model for en bred vifte af firmaer, så som: 7 for all Mankind, Zara, Gant U.S.A., Hugo Boss, Russell & Bromley, H&M, Carolina Herrera, Massimo Dutti og andre. I 2006 blev han ansigt for Dolce & Gabbana og medvirkede indtil 2011 i de fleste af deres tøjkampagner og modeshows. Han arbejdede bl.a. sammen med de kvindelige supermodeller; Gemma Ward, Scarlett Johansson og Naomi Campbell, såvel som en række mandlige modeller der inkluderede Noah Mills, Tony Ward og Adam Senn.
David er mest kendt for Dolce & Gabbanas parfume kampagne ”Light Blue” med Marija Vuyovic (billeder og video af fotograf Mario Testino). Kampagnen havde 11 millioner online hits og det resulterede i en 15 meter høj billboard af Gandy på Times Square. I 2008 blev han fotograferet af Mariano Vivanco til Dolce & Gabbana kalenderen. Gandy vendte tilbage som ansigtet for den anden ”Light Blue” kampagne i 2010, denne gang sammen med Anna Jagodzinska. Han har også lavet en kort film for W Hotels med danske Helena Christensen kaldet ”Away We Stay”.
I 2011 udgav modehuset ”David Gandy by Dolce & Gabbana”, en 280-siders coffee table book fyldt med billeder fra deres mange års samarbejde. Samme år var Gandy på forsiden af 4 blade og lavede 5 photoshoots. I 2012 var han på forsiden af 16 blade, lavede 18 photoshoots og var model for Banana Republic, Lucky Brand Jeans, El Palacio de Hierro og Marks & Spencer. Samtidig trådte han til som brand ambassadør for Johnnie Walker Blue Label.
I 2013 lancerede Dolce & Gabbana den tredje version af ”Light Blue” kampagnen med Gandy. Også denne gang var det Mario Testino der filmede reklamen i Capri, men denne gang med den Italienske model Bianca Balti som den kvindelige hovedrolle.

## Andre projekter

### Modeprojekter
I maj 2010, deltog David i en panel diskussion ved University of Oxford Union. Panellet bestod af: fotografen Tony McGee, senior kurator for Victoria & Albert Museum Claire Wilcox, mode konsulent Frances Card og Dolly Jones, som er redaktør på Britiske Vogue. Tidligere prestigefyldte talere ved Oxford Union inkluderer Winston Churchill, Dronning Elizabeth 2. af Storbritannien og Moder Teresa. I 2010 udgav han ”David Gandy Men’s Style Guide”, en mobil app som tilbyder mode og stil råd til mænd. Appen endte på 3. pladsen for lifestyle apps.
I september 2011, blev Gandy udråbt som talsmand for Martinis ”Luck Is An Attitude”-kampagnen. Lanceringen af deres model konkurrence foregik på de Spanske Trapper i Rom, som blev specielt åbnet i anledningen. Han blev også udnævnt til at være en del af det Britske Moderåds Komite for at hjælpe med at lancere ”London Collections: Men”, som en del af modeugen i London 2012.
Under afslutningsceremonien ved sommerens Olympiske Lege 2012, var David den eneste mandlige model der gik ned af den Union Jack formede catwalk iført britiske designere sammen med modeller som Naomi Campbell, Kate Moss, Jourdan Dunn, Lily Donaldson, Georgia May Jagger, Karen Elson og Stella Tennant. I anledningen var han iført et guld jakkesæt af den Britiske designer Paul Smith. Gandy var igen inviteret til at tale ved Oxford Union d. 19. november 2012, denne gang sammen med Alex Blimes, redaktør af Esquire, for at diskutere ”The importance of men’s fashion.”
Den 28. april, 2013, deltog David som en del af et panel ved Vogue Festival, hvor emnet var ”Too Fat, Too Thin, Will We Ever Be Content?”. Panellet, som blev ledt af Vogues chefredaktør, Fiona Golfar, inkluderede også modellen Daisy Lowe, barnestjernen Patsy Kensit, og redaktør hos Vogue, Christa D’Souza.

### Skriverier og andre bedrifter
Siden februar, 2011, har Gandy regelmæssigt skrevet en blog for Britiske Vogue, hvor han diskuterer sin karriere, mode/stil, biler, antikviteter og livet i London. Han er (også) officiel bil anmelder for Britiske GQ. I oktober 2011, inviterede London’s Evening Standard, Gandy til at være gæsteredaktør på deres herre udgave. Pga. Gandys muskulære kropsbygning, har flere fra fitness industrien vist interesse i ham, hvilket har ført til interviews, træningsvideoer, så vel som hans egen trænings app, som blev lanceret i december 2012.
Efter at han modtog sit racerkørekort i 2012, blev Gandy i 2013 inviteret til at være en af deltagerne i Mille Miglia løbet (”1000 mil”), som bliver afholdt i Italien hvert år. I løbet af 3 dage passerer deltagerne næsten 200 italienske byer fra Brescia til Rom og retur. Dette årlige løb er en genskabelse af det originale løb, som fandt sted mellem 1927 - 1957. Gandy og hans co-driver, Yasmin Le Bon, var en del af ”Jaguar Teamet”, og kørte i en 1950 XK120 model. Tidligt i løbet blev Gandy og Le Bon ”skubbet af vejen” af en konkurrent, hvilket medførte skader på kofangeren samt siden af vintage bilen. De fortsatte løbet og endte på en 158. plads ud af de 415 biler som deltog i løbet.

### Anerkendelse
Gandy er (både) blevet nomineret og har modtaget adskillige priser i model industrien.
I 2008, udråbte Spanske Glamour ham som det ”Smukkeste Internationale Mandlige Ansigt” ved et event i Madrid, Spanien.
Den 26. juni, 2009, udnævnte Forbes Magazine ham som nummer 3 på listen over succesfulde mandlige modeller, efter Sean O’Pry og Matt Gordon. I 2010 var Gandy den første mandlige model der nogensinde er blevet nomineret som ”Årets Model” af det Britiske Moderåds Komite og Shortlist udråbte ham til at være ”Ansigtet af I dag” tilbage i 2011.
The Evening Standard inkluderede Gandy på deres liste af ”Londons 1.000 Mest Influerende Mennesker” i (både) 2011 og 2012. I 2012 blev han atter nomineret som ”Årets Model” af det Britiske Moderåds Komite. Glamours læsere stemte ham ind som en af de ”100 Mest Sexede Mænd i 2012”. Han kom på en 17. plads over de ”50 bedst-klædte i England” i GQ i 2012. I slutningen af 2012 kom han på en 4.plads over ”Penge Fyre” og fik en 5. plads på listen over ”Top Ikoner” af Models.com.
Cosmopolitan udråbte Gandy til at være en af de ”Mest Sexede Mænd i 2012” og britiske GQ inkluderede ham i 2013 på listen over de ”100 Mest Indflydelsesrige Mænd i England”.

### Velgørenhedsarbejde
Gandy deltog i ”Fashion For Relief’s” modeshow 19. februar, 2010. Showet var organiseret af Naomi Campbell for at indsamle penge til offerene for jordskælvet i Haiti. Den 17. april 2011, var Gandy en del af ”Oxglam” teamet som løb London Maratonet for at samle penge til Oxfam. Andre deltagere af ”Oxglam” teamet inkluderede modellen Agyness Deyn og modedesigner Henry Holland. I maj 2011 blev Gandy fotograferet iført en T-shirt fra designeren Katherine Hamnett for at indsamle penge til Enviromental Justice Foundations kampagne til at ”redde havet”.
Den 23. marts 2012, lavede Gandy, (sammen med model) Kate Moss og designer Stella McCartney, en gæsteoptræden i en speciel episode af tv-serien ”Absolutely Fabulous” til gavn for Sport Relief 2012. Tre dage senere, udnævnte Britiske Battersea Dogs And Cats Home, Gandy som deres første kendte ambassadør. I januar 2013, lancerede Gandy ”Blue Steel Appeal”. En organisation som han skabte for at samle penge ind til Comic Relief’s Red Nose Day. Organisationen, som har fået sit navn fra den satiriske mode film Zoolander, vil stå for en række velgørende arrangementer. Første arrangement var en auktion på Ebay fra den 7. marts til den 17. marts 2013. Den inkluderede samlerobjekter og mode oplevelser, doneret af Victoria Beckham, Mollie King, Dolce & Gabbana, Lucky Brand Jeans, One Direction med flere.

## Medieoptrædener
2013
- Comic Relief's Big Chat med Graham Norton[51]
- Alan Carr: Chatty Man[52]
- Nightline[53]

2012
- Absolutely Fabulous[54]

2010
- The Jonathan Ross Show[11]

## Galleri
- (2009) David Gandy para GQ Japan.
- (2011) David Gandy med Mercedes Gullwing.
- (2013) David Gandy deltage i Vogue Festival.
- (2013) David Gandy under London Samlinger: Mænd SS14.
- (2014) Gandy iført skræddersyet jakkesæt fra Henry Poole & Co.